# Zwiesel
Zwiesel este un localitate urbană de ordin doi, un târg (orașel) aflat în districtul Regen din regiunea administrativă Bavaria Inferioară, landul Bavaria, Germania. 